# Бланшар, Талли
Та́лли А́ртур Бланша́р (англ. Tully Blanchard, род. 22 января 1954 или 22 января 1955, Сан-Антонио) — американский рестлер и менеджер.
Он наиболее известен по выступлениям в Jim Crockett Promotions и World Wrestling Federation в середине и конце 1980-х годов в составе «Четырёх всадников» и «Разрушителей мозга». Титулы, которые Бланшар выиграл за свою карьеру, включают титул телевизионного чемпиона NWA, титул командного чемпиона мира NWA, титул командного чемпиона мира WWF и титул чемпиона Соединённых Штатов NWA в тяжёлом весе. В 2009 году он был введён в Зал славы NWA, а в 2012 году — в Зал славы WWE.

## Ранняя жизнь
Будучи сыном промоутера и бывшей звезды American Wrestling Association Джо Бланшара, Талли был вовлечён в рестлинг в очень раннем возрасте. Он начал продавать программки и прохладительные напитки на аренах в возрасте десяти лет, а когда подрос, работал рефери. Бланшар учился в Университете штата Западный Техас, где играл в американский футбол, сначала как квотербек, а затем как защитник, вместе с будущими рестлерами Тито Сантаной и Тедом Дибиаси.

## Личная жизнь
Бланшар впервые женился 7 мая 1978 года на Элизабет Дайан Бойлз. Однако брак был недолгим и закончился разводом 30 июня 1980 года.
Позже Бланшар женился на Кортни Шаттак. Вместе у них 4 детей: Тейлор, Таннер, Тесса и Талли. Позже они развелись, и Кортни вышла замуж за другого бывшего рестлера, Магнума Ти. Эй.. Он говорит, что ему потребовалось двадцать лет, чтобы смириться с тем, что они с женой разошлись, и то, что он мало мог видеть детей.. Тесса Бланшар, одна из дочерей Бланшара, пошла по стопам отца и стала рестлером.

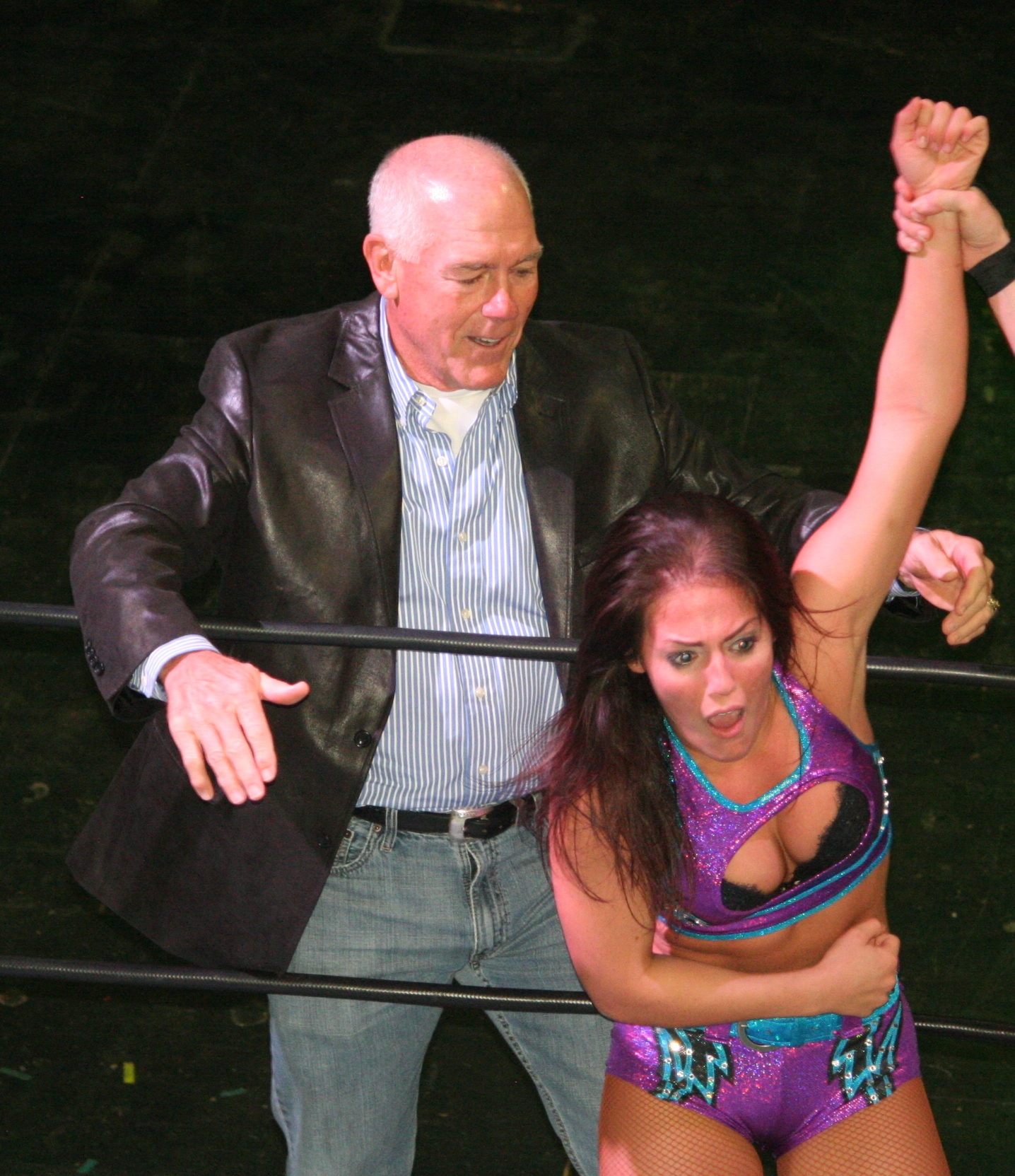
Бланшар со своей дочерью Тессой в 2014 году.

Бланшар стал возрождённым христианином 13 ноября 1989 года. В настоящее время он несёт служение в тюрьме, где проповедует заключённым. В 2010 году Талли Бланшар присоединился к Международной сети тюремного служения, где он входит в совет советников.

## Титулы и достижения
- Cauliflower Alley Club
  - Награда Железного Майка (2017)[7]
- Central States Wrestling
  - Чемпион Центральных Штатов NWA в тяжёлом весе (1 раз)[8]
- Mid-Atlantic Championship Wrestling / Jim Crockett Promotions
  - Национальный чемпион NWA в тяжёлом весе (1 раз)1[9]
  - Телевизионный чемпион мира NWA (3 раза)[10][11]
  - Чемпион Соединённых Штатов NWA в тяжёлом весе (1 раз)[12][13]
  - Командный чемпион мира NWA (Mid-Atlantic) (2 раза) — с Арном Андерсоном[10][14]
- National Wrestling Alliance
  - Зал славы NWA (2009)[15]
- NWA All-Star Wrestling (Северная Каролина)2
  - Командный чемпион мира NWA (1 раз) — с Барри Уиндемом[16]
- Pro Wrestling Illustrated
  - Вражда года (1987) — «Четыре всадника» против «Супер Сил» и «Дорожных воинов»
  - Команда года (1989) — с Арном Андерсоном
- Southwest Championship Wrestling
  - Чемпион Юго-Запада в тяжёлом весе SCW (6 раз)[10][17]
  - Командный чемпион Юго-Запада SCW (5 раз) — с Джино Эрнандесом[18]
  - Телевизионный чемпион SCW (3 раза)[10][17]
  - Командный чемпион мира SCW (2 раза) — Джино Эрнандесом[10][19]
- World Wrestling Federation/WWE
  - Командный чемпион WWF (1 раз) — с Арном Андерсоном[10][20]
  - Зал славы WWE (с 2012 года), как член «Четырёх всадников»[21]
- Wrestling Observer Newsletter
  - Худшая вражда года (1988) пр. Полуночного всадника